# Visione di santa Margherita (Guidobono)
La Visione di santa Margherita è un dipinto a olio su tela di Bartolomeo Guidobono conservato a Palazzo Tursi a Genova. Raffigura il trionfo della santa sul demonio, rappresentato dal drago.

## Storia
Il culto di santa Margherita, sviluppatosi già in alto Medioevo, si diffonde anche a Genova a partire dal Trecento. La pala proviene dalla chiesa denominata Sancta Margarita, eretta forse da monache benedettine o cistercensi sulle pendici del colle genovese di Carignano. Il complesso religioso venne acquistato nel 1563 dalla famiglia nobiliare dei Sauli, e su loro concessione è officiato da una Compagnia intitolata a Santa Margherita fino al 1623. In quell’anno l'Arte dei Merciai subentra nel giuspatronato della chiesa promuovendo entro il 1644 una ricostruzione barocca dell'edificio e riconsacrandolo ai Santi Bernardino e Alessio. I nuovi giuspatroni della chiesa si edificarono anche una cappella intitolata a santa Margherita per perpetrare la memoria del titolo originale della chiesa. Federico Alizeri, nella sua Guida artistica per la città di Genova del 1846, menziona questa “santa Margherita vittoriosa del drago, gentil lavoro di Bartolomeo Guidobono” tra gli arredi della chiesa di Santa Margherita Vergine e Martire, utilizzando quindi la denominazione originaria. Alizeri specifica inoltre che il titolo rimase fino a quando ci furono le monache cistercensi e che anche dopo i mutamenti rimase impresso nella memoria popolare. Il monastero venne chiuso al culto nel 1798 e, svuotato dagli arredi, venne adibito ad alloggio per i guardiani del Dazio Municipale. La tela nel 1811 compare in un elenco di opere ritirate dai conventi soppressi e trasportati nel locale di San Filippo che doveva diventare un museo concepito come istituto pubblico per l’educazione del popolo, ma non venne mai realizzato. La pala verrà successivamente ricollocata nella chiesa di Santa Margherita e, dopo che questa venne distrutta, passó alle collezioni civiche genovesi.

## Descrizione
La tela raffigura la figlia del nobile pagano Teodosio. Indirizzata dalla nutrice verso la religione cristiana e battezzata, Margherita era stata incarcerata dal prefetto Olibrio, adirato dal rifiuto della giovane e dalla sua fede. Imprigionata in una cella, la giovane pregó il signore di rendere visibile il suo nemico e le apparve un drago che, secondo le antiche fonti agiografiche dalla Passio altomedievale alla Legenda Aurea di Jacopo da Varagine, l’aveva divorata. La giovane però riuscì a liberarsi impugnando il crocifisso e sconfiggendo il mostro.
Le armoniche fisionomie, tipiche della maniera di Bartolomeo, sono ben visibili nei volti degli angioletti seduti sulle nuvole intenti a contemplare il trionfo di Margherita mentre doma il mostro legandolo con le stesse catene con cui era stata imprigionata.
Come in altri dipinti di grandi dimensioni, il pittore indulge su mossi e ampi panneggi delle figure realizzando forme morbide, aggraziate, con un chiaroscuro meno evidente rispetto ad altre pale di soggetto religioso. L’impianto verticale della scena, con la tradizionale divisione tra cielo e terra, è armonizzato proprio dai panneggi che avvolgono le forme e da una e da una luce soffusa che accompagna lo sviluppo della rappresentazione.